# Pé cúbico

Um pé cúbico é uma medida não métrica de volume Imperial (norte-americano) usada no Reino Unido e nos EUA. É definido como o volume de um cubo com lados de um pé de comprimento.

## Abreviações
Para representar a unidade, existem diversas abreviações diferentes. As usadas no idioma inglês são:
- cubic feet, cubic foot, cubic ft, ft cubic;
- cu ft, cu feet, cu foot;
- cubic ft³, cubic feet³, cubic foot³.

## Fatores de conversão
Um pé cúbico é equivalente a:
- 1.728 polegadas cúbicas
- 0,037037037037037 jardas cúbicas
- 0,000000000006793572780143 milhas cúbicas
- exatamente 28.316,846592 mililitros ou centímetros cúbicos
- exatamente 28,316846592 litros ou decímetros cúbicos
- exatamente 0,028316846592 quilolitros ou metros cúbicos